# Heinz Sylla
Heinz Sylla (* 11. September 1955) ist ein ehemaliger deutscher Fußballspieler. Er war Abwehrspieler.

## Karriere
Sylla bestritt in der Saison 1974/75 ein Spiel für die SpVgg Erkenschwick in der 2. Bundesliga Nord: Am 5. Spieltag, als Erkenschwick 1:0 bei Wacker 04 Berlin gewann, stand er 90 Minuten auf dem Platz. Diese Partie blieb Syllas einziges Spiel in einer Profiliga. Am Saisonende belegte Erkenschwick den 16. Tabellenplatz.